# Nathan Goshen
Nathan Goshen (en hebreo: נתן גושן; Lod, Israel, 6 de agosto de 1986) es un cantautor, compositor, arreglista musical, músico y actor israelí.

## Primeros años
Nathan Goshen nació como Matan Goshen (מתן גושן ) en Lod, Israel hijo de Avidan Haim y Tova Goshen y creció en una familia judía secular. Cuando Goshen tenía 14 años decidió hacerse religioso. Dejó su casa hacia la Tumba de Rabí Shimon Bar-Yochai, Monte Merón, donde permaneció durante 3 meses. Luego, se trasladó a residir en el barrio de Mea Shearim en Jerusalén, Israel.
En las Fuerzas de Defensa de Israel (FDI), Goshen sirvió como soldado en el cuartel general de la Brigada Givati.

## Carrera
En 2010, Goshen escribió para el álbum Ktzat Acheret de Roni Dalumi las canciones "Ktzat Acheret y "Kach O Kach". Goshen le escribió al cantante israelí Liran Danino. la canción "Ada'in Rek", esta canción también tuvo éxito y se introdujo en la cima de las listas discográficas.
En 2011, Goshen apareció en el sencillo "How to Feel Alive" de Skazi. Ese mismo año lanzó sus primeros sencillos como cantante. Las canciones "Kol Ma She'yesh Li" y "Eifo At" canciones hebreas de la estación de radio Galgalatz. Su canción "Gvulot Higayon" ganó el cuarto lugar en la edición anual de Galgalatz. La canción adicional de Goshen que se hizo famosa ese mismo año fue "Shniya Ve'od Achat" que le escribió a Boaz Ma'uda. El álbum debut de Goshen, Nathan Goshen fue lanzado en noviembre de 2011. En el álbum se incluyeron los sencillos de Goshen que se lanzaron antes, y también se lanzaron dos sencillos después del lanzamiento del álbum, "Yode'a" y "Panim Acherot".
En marzo de 2013, Goshen lanzó su segundo álbum, Bein Kol Hare'ashim.
En julio de 2015, Goshen lanzó el tercer sencillo de su tercer álbum, "Thinking About it (Let It Go), la canción obtuvo la certificación de platino en los Países Bajos[cita requerida] y la de oro en Noruega, Dinamarca y Suecia.
El 4 de agosto de 2015, Goshen lanzó su tercer álbum, Dabri Iti Yoter. 
El 4 de febrero de 2016, Goshen lanzó un sencillo llamado "Ze Shelanu". El 21 de noviembre de 2016, Goshen lanzó un sencillo llamado "Hikiti". La canción ganó el puesto 19 en la segunda edición anual de Galgalatz de 2016-2017  y el puesto 26 en la edición anual de Reshet Gimel del mismo año. El 24 de mayo de 2017 se lanzó su cuarto álbum Shloshim (30).
El 11 de septiembre, Goshen lanzó "Ke'Homer Be'yad Ha'yotzer", el primer sencillo del álbum "Tzim'a 4", el proyecto del productor discográfico israelí Naor Carmi de álbumes de Jabad niggunim. 
El 24 de septiembre, Goshen lanzó un sencillo internacional llamado "Home", el vídeo musical fue lanzado por Vevo.
En 2018, Goshen apareció en la película de Avi Nesher, " The Other Story "y lanzó la banda sonora de la película como álbum.  En diciembre del mismo año, Goshen lanzó la canción "Bati Lahlom". 
En marzo de 2019, Goshen lanzó "Mitga'aga'at". En mayo del mismo año se lanzó la canción "Nana Banana" que escribió con Stav Beger para Netta Barzilai.
En febrero de 2020, Goshen lanzó su quinto álbum de estudio Bati Lahlom (I Came to Dream). Ese mismo mes, Goshen compuso junto con Stav Beger la canción "Roots" para Eden Alene que era una de las 4 opciones para decidir la entrada de Israel a Eurovisión 2020.
Goshen participó en el festival judío Tzama, conocido como el festival de música judía más grande del mundo, con cantantes famosos como Ishay Ribo, Avraham Fried y Raphael Nathan, entre otros. 

## Vida personal
Goshen está casado y es padre de una niña; vive en Jerusalén. 